# Organoschwefelverbindungen
Organoschwefelverbindungen sind eine Gruppe chemischer Verbindungen, die einen organischen Teil und Schwefel enthalten. So lässt sich in vielen Verbindungen der zweibindige Sauerstoff durch Schwefel ersetzen. Schwefel kann jedoch auch vier- oder sechsbindig sein. Flüchtige Organoschwefelverbindungen sind meist von unangenehmem Geruch.
| Organoschwefelverbindung | Organoschwefelverbindung | Organoschwefelverbindung | Vertreter      | Vertreter                    |
| Allgemeine Formel        | Stoffgruppe              | Oxidationszahl           | Strukturformel | Name                         |
| ------------------------ | ------------------------ | ------------------------ | -------------- | ---------------------------- |
| R–SH                     | Thiole                   | −I                       |                | Ethanthiol                   |
| Ar–SH                    | Thiophenole              | -I                       |                | Thiophenol                   |
| R–S–R'                   | Sulfide (alt: Thioether) | 0                        |                | Ethylmethylsulfid            |
| R–S–S–R'                 | Disulfide                | 0                        |                | 4,4′-Dinitrodiphenyldisulfid |
| R–SO–OH                  | Sulfinsäuren             | +III                     |                | Ethansulfinsäure             |
| R–SOO–OH                 | Sulfonsäuren             | +V                       |                | Propansulfonsäure            |
| R–SOO–X                  | Sulfonsäurederivate      | +V                       |                | Phenylsulfonylchlorid        |
| R–SO–R'                  | Sulfoxide                | +II                      |                | Dimethylsulfoxid             |
| R–SOO–R'                 | Sulfone                  | +IV                      |                | Diethylsulfon                |
| R–S–OH                   | Sulfensäuren             | +I                       |                | Ethansulfensäure             |
| R–O–SO3H                 | Alkylsulfate             | +VI                      |                | Ethylsulfat                  |
| R–O–SO2–O–R'             | Dialkylsulfate           | +VI                      |                | Dimethylsulfat               |
| R2N–CS–NR'2              | Thioharnstoffe           | 0                        |                | Thioharnstoff                |

Thionamide, Thioketone, Thiolester, Thionester und Thiourethane sind weitere Beispiele für organische Schwefelverbindungen. Daneben gibt es zahlreiche organische Schwefelverbindungen die der umfangreichen Stoffgruppe der Heterocyclen zuzurechnen sind. Dazu zählen z. B. Thiophen, Thiazine, Thiazole, Thiazolidine, Thiazoline, Thiolactame etc.

## Reaktionen

Oxidation eines Thiols über mehrere Zwischenschritt zu einer Sulfonsäure. Dies kann auch über die Ausbildung von Disulfiden geschehen (rechter Weg).

Die Oxidation eines Thiols führt über mehrere Zwischenstufen zur Sulfonsäure.